# دوروثي كاستر
دوروثي كاستر (بالإنجليزية: Dorothy Custer)‏ هي موسيقية أمريكية، ولدت في 30 مايو 1911 في هايلي في الولايات المتحدة، وتوفيت في 22 أبريل 2015 في توين فولز في الولايات المتحدة.

## روابط خارجية
- دوروثي كاستر على موقع IMDb (الإنجليزية)